# Wolfgang Patsch
Wolfgang Patsch (* 10. August 1946 in Wels) ist ein österreichischer Internist, Labormediziner und Universitätsprofessor am Institut für Pharmakologie und Toxikologie der Paracelsus Medizinischen Privatuniversität Salzburg. 

## Leben
Wolfgang Patsch studierte Medizin von 1964 bis 1971 an der Universität Innsbruck und der Medizinischen Universität Wien. Am 9. Juli 1971 wurde er unter den Auspizien des Bundespräsidenten an der Universität Innsbruck promoviert. Weiterbildende Auslandsaufenthalte erfolgten zu Biochemie 1978 an der Universität Uppsala und zu Mutagenese 1985 in Washington D.C. 
Er begann seine berufliche Laufbahn 1971 als Assistenzarzt für Innere Medizin an der Universität Innsbruck und erwarb den Facharzt für Innere Medizin 1977. Danach erfolgte ein langjähriger USA-Aufenthalt, zuerst von 1978 bis 1982 an der Washington University in St. Louis, wo Patsch 1982 das jus practicandi für den Bundesstaat Missouri erwarb. Von 1982 bis 1993 war Patsch am Baylor College of Medicine in Houston tätig. 
1985 wurde Patsch von der Universität Innsbruck habilitiert. 1993 kehrte Patsch nach Österreich zurück, um die Position des Vorstands des Instituts für Medizinisch-Chemische Labordiagnostik am LKH Salzburg zu übernehmen, die er bis 2011 ausübte. 1998 erfolgte die Ernennung zum außerordentlichen Universitätsprofessor in Österreich. 2006 wurde Patsch zum Professor der Paracelsus Medizinischen Privatuniversität Salzburg berufen. Seit 2011 ist Patsch Universitätsprofessor am Institut für Pharmakologie und Toxikologie.

## Wissenschaftlicher Beitrag
Die anfängliche wissenschaftliche Tätigkeit von Patsch konzentrierte sich auf die Charakterisierung menschlicher Lipoproteine. Gemeinsam mit Josef Patsch erfolgte eine detaillierte physikalisch-chemische Beschreibung von Subfraktionen der Lipoproteine sehr niedriger und hoher Dichte. An der Washington University in St. Louis wandte Patsch die in Innsbruck entwickelten Methoden der Lipoproteinisolierung in klinischen Studien an. Dort wurden auch in Zusammenarbeit mit Gustav Schonfeld perfundierte Rattenlebern und Zellkulturen von Hepatozyten der Ratte verwendet, um Einflüsse von Hormonen und Nährstoffen auf die Lipoprotein-Biosythese zu untersuchen. Am Baylor College in Houston wurden die Studien über die hepatische Lipoprotein-Synthese mit Strobl und Soyal fortgesetzt. In Zusammenarbeit mit Josef Patsch und Antonio M. Gotto wurde die prädiktive Bedeutung der postprandialen Lipämie für koronare Herzkrankheit nachgewiesen. Nach der Rückkehr nach Österreich konzentrierte sich die wissenschaftliche Arbeit von Patsch in Zusammenarbeit mit H. Esterbauer, H. Oberkofler, T. Felder und F. Krempler auf genetische und pathophysiologische Aspekte des Energiestoffwechsels, die für Adipositas, Typ-2-Diabetes und das Metabolische Syndrom von Relevanz sind.

## Mitgliedschaften in internationalen wissenschaftlichen Vereinigungen
Patsch ist oder war Mitglied in zahlreichen einschlägigen nationalen und internationalen Wissenschaftsvereinigungen
- American Heart Association, Atherosclerosis Council und Council on Thrombosis
- International Atherosclerosis Society
- American Diabetes Association
- American Association for Clinical Chemistry

Patsch ist Mitglied im Beirat bzw. Redaktionsausschuss folgender Fachzeitschrift:
- Current Diabetes Reviews[15] (seit 2004)

## Ehrungen und Auszeichnungen
- 1974 Unilever Preis, Wien
- 1975/76/94 Hoechst-Stiftung, Innsbruck, Graz, und Wien
- 1979 Ärztekammerpreis, Tirol und Vorarlberg
- 1987 American Board of Internal Medicine,[16] unter den 2 Prozent besten Prüfungskandidaten
- 1990/91/94 Österreichpreis der Gesellschaft für Kinder- und Jugendheilkunde
- 1999 Hans-Wendt-Preis der Salzburger Ärztegesellschaft[17]
- 1999 Preis der Österreichischen Atherosklerosegesellschaft[18]
- 2000 Preis der Österreichischen Gesellschaft für Laboratoriumsmedizin und Klinische Chemie[19]
- 2005 Unter den 5 % besten Förderungsempfängern der NIH zwischen 1980 und 2004
- 2012 Sanofi-Preis, Österreich[20]

## Publikationen
- Liste der Publikationen auf PubMed